# Enonselkä
Enonselkä är en sjö i Finland.   Den ligger i landskapet Norra Karelen, i den sydöstra delen av landet, 400 km nordost om huvudstaden Helsingfors. Enonselkä ligger 128 meter över havet.